# 高雄多功能経済貿易園区
- 台湾の経済 > 高雄市 > 高雄多功能経済貿易園区
- 高雄港 > 高雄多功能経済貿易園区

高雄多功能経済貿易園区（たかおたこうのうけいざいぼうえきえんく、高雄多功能經貿園區、略称：高雄経貿園区（高雄經貿園區））または高雄多機能経済貿易園区は台湾高雄市の高雄港周辺の都市機能を重工業、加工貿易主体から商業・観光・イノベーション産業主体に変換する都市再開発計画エリア。

## 計画範囲

計画範囲

高雄市の鼓山区、鹽埕区、苓雅区と前鎮区のそれぞれの一部沿岸部地区を総称して「高雄多機能経済貿易園区」と呼ばれている。総面積約587ヘクタールの再開発エリア。このうち旅客船ターミナル、図書館、コンベンション・センター、コンサートホールなどの5大インフラを整備する亜洲新湾区（アジア新湾区）計画は全て着手され、一部は完成している。経済貿易園区のほうが上位だが、近年は新湾区始動以降に進展したものを含めて全域が亜洲新湾区として扱われることもある。

## 開発エリア

### 亜洲新湾区
多機能経貿園区のコアとなる社会インフラで総額200億ニュー台湾ドルが投じられている。
- 海洋文化及流行音楽センター（中国語版）
- 高雄港国際旅客船ターミナル（中国語版）
- 高雄展覧館（2014年開業）
- 高雄ライトレール（2017年第1期全線開業）
- 高雄市立図書館総館（2014年第1期開業）

### 高雄ソフトウェア・テクノロジー・パーク
鴻海精密工業、KKBOXなどのソフトウェア開発部門などIT企業が集結。

### 中欣開発区
前鎮区成功路、復興路、中華路一帯が該当する。中国鋼鉄グループの中鋼集団総部大楼を中心に周辺にはイケア、カルフール、ニトリ、コストコなどの外資系小売店が進出した。

### 夢時代商圏
2007年に統一時代百貨を核店舗とする複合商業施設がこの地に開業、太平洋SOGO（現遠東SOGO）高雄店などの周辺大規模小売店に影響を与えるほどとなった。
夢時代は第2期「ドリームシティ」を計画している。

### その他
近年はエリア内の大型案件として亜洲新湾区のものとして扱われることが多い。

#### 聯勤205兵工廠跡地開発（計画中）
前鎮区捷運凱旋駅付近の中山三路と凱旋路北東角を占める総面積57ヘクタールの用地が開発案件に含まれ、移転後に住宅用途で整備されることになった。

#### 6つ星ホテル（建設中）
高雄港16-18号埠頭に遠雄集団が65階建ての高層ビル「遠雄 THE ONE」を建造し、1-16階をドバイのブルジュ・アル・アラブに匹敵する超高級ホテルとする計画だったがグループ董事長が別の事業の汚職で摘発されたため中断されていた。2017年10月に上棟式が行われ、再開した。。

## 交通
鉄道
- 高雄捷運紅線
  - 獅甲駅、凱旋駅
- 高雄捷運橘線
  - 鹽埕埔駅、西子湾駅
- 高雄ライトレール全駅

フェリー
- 高雄市輪船（旗津フェリー）

## 周辺
- 駁二芸術特区
- 哈瑪星
- 高雄85ビル